# برتراند يموان
برتراند يموان (بالفرنسية: Bertrand Lemoine )‏ (و. 1951 – م) هو مهندس معماري، ومؤرخ الفن، ومؤرخ معماري، ومهندس، وأستاذ جامعي، من فرنسا، ولد في بيروت.

## التعليم
تعلم في المدرسة المتعددة التكنولوجية بفرنسا، والمدرسة الوطنية للجسور والطرق، ومهندس معماري.

## جوائز
حصل على جوائز منها:
- قائد الفنون والآداب.